# Hemus (geslacht)
Hemus is een geslacht van kreeftachtigen uit de klasse van de Malacostraca (hogere kreeftachtigen).

## Soorten
- Hemus analogus Rathbun, 1898
- Hemus cristulipes A. Milne-Edwards, 1875
- Hemus finneganae Garth, 1958
- Hemus magalae Windsor & Felder, 2011